# 雑居ビル火災
雑居ビル火災（ざっきょビルかさい）とは、都市部に顕著な雑居ビルで発生する火災の様式（または傾向）である。単なるビル火災と違い雑居ビルの営業形態に被害を拡大する社会要因がある。

## 概要
雑居ビルは、その形態により以下のような問題を常に内包している。
- 管理者がはっきりしない
- 防災責任者があいまい
- 入居者の活動によって避難経路にすら可燃物が置かれることが多い

この状況は一旦火災が発生すると、各々以下のような問題を発生させる。
- 入居者らによる初期消火や避難誘導が行われない
- 防災設備の不備
- 避難経路が無くなる

これはビル自体の所有権が分割されることにも原因がある。
雑居ビルでは共同スペースである通路や階段にゴミや商品などが放置される傾向にあり、これらの可燃物が放火対象になって火災が発生し、煙突化現象で延焼被害を悪化させる。
複数のテナントが出入り口や通路を共有しており不特定多数が出入りしやすい傾向もあるが、このことは総合的な防災責任者の不在とあわせて救助の際に被災者の実数把握を困難にしており、これにより要救助者の放置などが起きやすい。さらに言えば放火犯も出入り自由となり、都市防災上のアキレス腱である。特に老朽化した雑居ビルは古くからの歓楽街など煩雑とした地域に多く、交通の便が悪かったり違法駐車が道を塞いでいるなどの側面があり、またひとたび火災などの災害が発生すると野次馬が集中するなど、消火活動を阻害する要素も多い。
なお消防法などの防災上の法令違反といった問題がある一方で、こういった雑居ビルの中には、暴力団関係筋による違法営業などの問題あるテナントもしばしば存在する。ゲーム機賭博や風営法上で芳しくない違法業態などから不特定多数が出入りすることと行政側に違法実態を察知されることを恐れ、防災上の立ち入り調査を拒否したり営業の実態が隠されるなどの問題が散見される一方、テナントの客である利用者側にも、後述するように醜聞の露見を恐れる意識が働き、避難が遅れるなどの問題もある。
1974年（昭和49年）6月の建築基準法改正・消防法改正以前に建てられた、6階建て以上であっても階段は1箇所しかなく階段も通路も狭い既存不適格の雑居ビルは2021年時点でも多く残っている。

## 現状と将来
歓楽街などに散見される老朽化した4～5階建ての小規模の雑居ビルでは、防災設備の不備による火災で人命が失われる事例も多い。このことは社会的にも問題視され、消防機関の立ち入り検査等の対策が実施されているが、消防法令違反率がなお約45％に上るなどの問題が残されている。近年では高層建築の雑居ビルも登場し、防犯のみならず防災上でも危険が多く、非常事態時の被害を悪化させる要因を持っている。
利用する側も歓楽街であると知っているため、事故のときに享楽が露見するのを恐れて退避しないなど危険にさらされる。テナント店の従業員もそれを察して、時に煩がられる注意喚起をしないため惨事に至ってしまう。なお前述の暴力団関係のテナントに関しては、違法業態の取り締まりなど別方向からの対応が行われている。
秋葉原等のように雑居ビルを販売店として使用する例も散見される。これらの店舗では歌舞伎町ビル火災の直後、防火扉や階段に展開されていた商品を撤去するなどの現象が見られ、歓楽街よりは一定の風紀が見られるものの一過性に終わり、事件が風化するとともに危機感が薄れつつあり、危険性をはらんでいることに違いはない。

## 過去の事例
| 火災                             | 発生地                                   | 発生日                     | 人的被害              | 概要 |
| -------------------------------- | ---------------------------------------- | -------------------------- | --------------------- | --- |
| 金井ビル火災                     | 神奈川県川崎市                           | 1966年1月9日               | 死者12人、負傷者14人  | |
| 有楽町ビルヂング火災             | 神奈川県川崎市                           | 1968年3月13日              | 死者3人               | 2階のサウナで出火、一旦避難したサウナの客が着替えようと戻って一酸化炭素中毒で死亡。 |
| 水戸市中央ビル火災               | 茨城県水戸市                             | 1970年2月26日              | 死者2人               | 地下1階の飲食店から出火、階段の防火シャッターが開放されたままだったことで最上階まで延焼。防火管理者の不在に加えて共同防火管理体制の未整備など態勢の杜撰さが被害を大きくした。 |
| 千日デパート火災                 | 大阪府大阪市南区難波千日前（現・中央区） | 1972年5月13日夜            | 死者118人・負傷者81人 | 日本のビル火災史上、最大の惨事。デパートと名乗りながら、実態は多数のテナントが入居する雑居ビルであった。当該ビルは1932年に建てられた古い建築物であったことから、建物に度重なる改修を加えて使用しており、火災発生当時の建築・消防法令に対して既存不適格の状態で法令の遡及適用を免れていた。この火災を機に1972年12月に消防法施行令が、また1973年8月には建築基準法施行令がそれぞれ改正。 |
| 第6ポールスタービル火災          | 東京都新宿区歌舞伎町                     | 1973年5月28日              | 死者1人               | |
| 清涼里大旺コーナー火災           | 大韓民国ソウル特別市東大門区             | 1974年11月3日              | 死者88人・負傷者35人  | 6階に入居していた簡易宿泊施設の配電盤から出火。可燃性の内装やスプリンクラーなどの消火設備が未整備だったことに加え、入居していたキャバレーやナイトクラブが会計逃れを防ぐため非常口を閉鎖していたことで被害を大きくした。大旺コーナーは1972年にも死者6人を出す火災が起き、翌1975年にも3人が死亡・2階〜4階の商店群が全焼する火災が発生し当局によって使用禁止命令が下った。               |
| 今町会館ビル火災                 | 新潟県新潟市                             | 1978年3月10日              | 死者11人・負傷者2人   | |
| 武富士弘前支店強盗殺人・放火事件 | 青森県弘前市                             | 2001年5月8日               | 死者5人・負傷者4人    | 当時42歳の男性が店内でガソリンを撒いて放火。 |
| 歌舞伎町ビル火災                 | 東京都新宿区歌舞伎町                     | 2001年9月1日               | 死者44人・負傷者3人   | 雑居ビル火災としては千日デパート火災に次ぐ人的被害、放火が疑われている。 |
| 那覇風俗店火災                   | 沖縄県那覇市                             | 2007年10月14日             | 死者3人               | |
| 大阪個室ビデオ店放火事件         | 大阪府大阪市浪速区                       | 2008年10月1日              | 死者16人・負傷者9人   | 当時46歳の男性が放火。 |
| 大阪パチンコ店放火殺人事件       | 大阪府大阪市此花区                       | 2009年7月5日               | 死者5人・負傷者10人   | 当時41歳の男性が放火。 |
| 広島ビル火災                     | 広島県広島市中区                         | 2015年10月8日              | 死者3人・負傷者3人    | 。 |
| 大宮風俗ビル火災                 | 埼玉県さいたま市大宮区                   | 2017年12月17日             | 死者5人・負傷者7人    | 1965年に建てられた老朽建築物で、風俗店の老朽化などが問題視された。 |
| 徳島市雑居ビル放火事件           | 徳島県徳島市                             | 2021年3月14日              |                       | ご当地女性アイドルグループのライブ中に男性O（46歳）が放火。 |
| 高雄ビル火災                     | 台湾高雄市                               | 2021年10月14日             | 死者46人・負傷者41人  | |
| 北新地ビル放火殺人事件           | 2021年12月17日                           | 大阪府大阪市北区曽根崎新地 | 死者27人・負傷者1人   | クリニックに通う61歳男性Ｔが放火、犠牲者はクリニックの医師・看護師・患者だった（放火した本人も死亡）。1970年に建てられた既存不適格建築物で、8階建にもかかわらず階段は1箇所しかなかった。 |
| 道頓堀ビル火災                   | 2025年8月18日                            | 大阪府大阪市中央区         |                       | |